# Arroyo Venado, San Juan Lalana
Arroyo Venado är en ort i Mexiko.   Den ligger i kommunen San Juan Lalana och delstaten Oaxaca, i den sydöstra delen av landet, 400 km sydost om huvudstaden Mexico City. Arroyo Venado ligger 383 meter över havet och antalet invånare är 232.
Terrängen runt Arroyo Venado är kuperad åt sydväst, men åt nordost är den platt. Runt Arroyo Venado är det ganska glesbefolkat, med 24 invånare per kvadratkilometer. Närmaste större samhälle är Santiago Jalahui, 12,2 km norr om Arroyo Venado. I omgivningarna runt Arroyo Venado växer i huvudsak städsegrön lövskog.